# Đạo (triết học)
Đạo là một khái niệm cốt lõi trong tư tưởng triết học và tôn giáo Đông Á, là con đường tự nhiên của vũ trụ, là cơ chế vận hành và biến hóa của trời đất và vạn vật. Đạo không phải là điều có thể nắm bắt qua suy tưởng hay định nghĩa, mà chỉ có thể cảm nhận thông qua chính trải nghiệm sống động và chân thật trong từng khoảnh khắc đời thường. Đạo quyết định sự tồn tại hay không tồn tại (hữu hoặc vô) của sự vật, cũng như hình thái sống hoặc chết của sinh vật. Hiện tượng tự nhiên từ vô đến hữu, từ hữu trở về vô, và sự tuần hoàn không ngừng là kết quả của sự vận hành dưới tác động của Đạo. Chữ Hán 道 biểu trưng cho Đạo, mang ý nghĩa "đường", "lối", "đạo" và đôi khi là "nguyên lý" hay "học thuyết".
Trong Đạo đức kinh, Lão Tử giảng rằng Đạo không phải là tên gọi cho một sự vật cụ thể, mà là trật tự tự nhiên nền tảng của vũ trụ. Bản thể tối hậu của Đạo không thể diễn tả bằng lời, bởi nó vượt khỏi mọi khái niệm, nhưng đồng thời lại hiện hữu rõ ràng trong chính cuộc sống của mỗi người. Đạo "thường vô danh" – không tên, không tuổi – không thuộc về những danh tự và hình tướng hữu hạn, mà là gốc rễ nguyên sơ của vạn vật trước khi chúng được phân chia hay đặt tên.

## Mô tả và khái niệm

### Đạo
Đạo là một từ mang nhiều tầng ý nghĩa trong cả ngôn ngữ cổ đại và hiện đại Trung Hoa. Bên cạnh nghĩa thường nhật như "đường", "lối", "nguyên lý", hay "kênh dẫn", Đạo đã trở thành một biểu tượng ẩn dụ, một khái niệm triết học và tôn giáo đa chiều. Trong hầu hết các truyền thống tư tưởng, Đạo được hiểu như "con đường" đúng đắn của sự tồn tại, hay là hành trình hướng đến trạng thái viên mãn tinh thần, giác ngộ, hoặc sự hợp nhất với bản thể chân nguyên.
Nhiều học giả phân biệt giữa cách dùng Đạo trong luân lý, đạo đức – nổi bật trong Nho giáo và Đạo giáo tôn giáo – với cách hiểu mang tính siêu hình của Đạo trong Đạo giáo triết học và các trường phái Phật giáo Đại thừa. Tuy nhiên, có những quan điểm cho rằng các cách hiểu này không đối lập mà bổ sung cho nhau, là những cách tiếp cận song hành nhằm diễn giải nguyên lý của Đạo. Ban đầu, "Đạo" được hiểu như một khái niệm thực hành, không phải lý thuyết – là một thuật ngữ dùng để chỉ điều không thể diễn đạt bằng ngôn từ. Các tác phẩm cổ như Đạo đức kinh và Kinh Dịch đều nỗ lực phân biệt giữa "Đạo hữu danh" (tức khái niệm của Đạo) và "Đạo vô danh" (tức bản thể của Đạo), vốn nằm ngoài mọi mô tả của lời nói hay suy tưởng. Học giả Lưu Đại cho rằng, Đạo nên được hiểu như một khái niệm trải nghiệm và không ngừng phát triển, nơi cách nhìn nhận về Đạo không chỉ khác biệt theo văn hóa hay tôn giáo, mà còn phản ánh bản chất riêng của từng cá nhân tu hành.
Đạo có thể được xem như "dòng chảy của vũ trụ", hay bản chất và quy luật nền tảng đứng sau thế giới tự nhiên, duy trì sự cân bằng và trật tự của vạn vật. Đạo hòa quyện chặt chẽ với Khí (triết học)|Khínguồn năng lượng thiết yếu của sự sống và sự vận động. Đạo là nguyên lý phi nhị nguyên, một tổng thể vĩ đại từ đó muôn vật sinh ra. Học giả Catherine Keller so sánh Đạo với thần học phủ định của phương Tây, nhưng khác biệt ở chỗ, Đạo không phải đối tượng thờ phụng trực tiếp, mà giống như nghiệp (karma), pháp (dharma), hay Ṛta trong triết học Ấn Độ – những quy luật vận hành tự nhiên hơn là một thực thể thần thánh. Đạo thường được thể hiện qua mối tương quan giữa vô (trống không, không cực) và sự cân bằng động giữa các mặt đối lập, từ đó sinh ra nguyên tắc trọng tâm của Đạo: vô vi – hành động thuận theo tự nhiên, không cưỡng cầu.

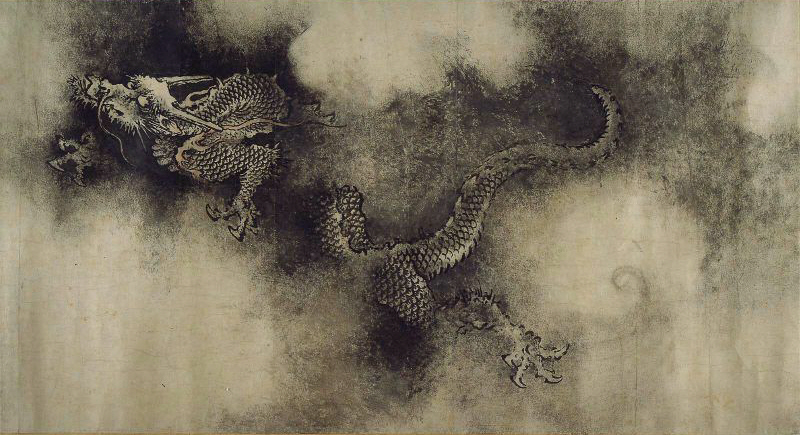
Họa phẩm Cửu Long đồ quyển của Trần Dung đời nhà Tống

Đạo thường được diễn tả thông qua các yếu tố của tự nhiên, đặc biệt là tương đồng với nước. Giống như nước, Đạo không phân biệt, tự làm mới không ngừng, mềm mại, tĩnh lặng nhưng đầy uy lực và luôn hào phóng một cách vô tư. Hình tượng này đã được họa sĩ đời Tống, Trần Dung, khắc họa qua bức tranh Cửu Long đồ quyển. Triết lý Đạo giáo đặt trọng tâm vào tính chu kỳ và sự tuần hoàn liên tục của tự nhiên, tương phản với lối hành xử tuyến tính, theo đuổi mục tiêu của con người. Đạo được xem là "nguồn cội của vạn vật, nơi sự sống và cái chết không khác biệt". Dẫu vậy, Đạo luôn mang những phẩm chất huyền nhiệm, vượt ngoài khả năng diễn đạt bằng ngôn từ. Đạo không thể định nghĩa, nhưng có thể nhận biết và cảm nghiệm. Nguyên lý của Đạo – vốn ẩn tàng trong tự nhiên – có thể được lĩnh hội và sống thuận theo. Triết học Đông Á thường nhấn mạnh giá trị của việc hòa mình vào dòng chảy của Đạo và cảnh báo về những hậu quả khi đi ngược lại quy luật tự nhiên ấy.

#### Trong triết học và tôn giáo Đông Á
Đạo không chỉ là một khái niệm cốt lõi của Đạo giáo mà còn lan tỏa sâu rộng trong Nho giáo, Thiền tông và triết học Đông Á nói chung. Trong Đạo giáo, Phật giáo Trung Hoa và Nho giáo, mục tiêu của việc tu tập tinh thần là "hợp nhất với Đạo" hoặc hòa hợp ý chí của mình với tự nhiên để đạt đến trạng thái Vô vi. Con đường này được thực hiện qua sự kết hợp giữa thiền định và tu dưỡng đạo đức. Khái niệm "Đức" (德) trong Đạo giáo đóng vai trò quan trọng trong việc này.
Trong Nho giáo và các hình thức Đạo giáo mang tính tôn giáo, đức thường được lý giải như một phẩm chất đạo đức, là khuôn mẫu cho hành vi hợp đạo lý. Trái lại, trong Đạo giáo triết học và Phật giáo, đức được xem như biểu hiện tự nhiên của hành động, gắn liền với quy luật nhân quả, tương tự khái niệm "nghiệp" trong Phật giáo. Đạo, với nguyên lý âm dương làm trung tâm, được nhìn nhận như dòng chảy của vũ trụ, nơi mọi hành động đều sinh ra phản động như một hệ quả tự nhiên. Thực hành thuận theo Đạo không phải là áp đặt ý chí lên tự nhiên, mà là chấp nhận, hài hòa, và vận dụng những biến hóa tự nhiên ấy để đạt đến sự cân bằng.
Trong truyền thống Đạo giáo và Nho giáo, Đạo đôi khi được coi như một "thế lực siêu nhiên", ban phát phúc lành và tự biểu hiện qua nhiều hình thức, thường thấy qua lời nói, cử chỉ, hoặc nghi lễ của các bậc tiên tri, thầy tế, hay quân vương. Đồng thời, trong một số hệ thống tín ngưỡng Đạo giáo, Đạo còn được xem như nguồn sinh khí, thay thế cho khái niệm "khí" (氣) trong việc duy trì sự sống và vũ trụ.

### Đức
"Đức" (德) được hiểu là "đức hạnh", hoặc "sự liêm chính" và thường được dùng để chỉ sự thực hành đúng đắn theo Đạo. Đức là sự sống động, thực tiễn hóa, hoặc sự tu dưỡng phù hợp với Đạo. Mỗi sự vật cụ thể (những thứ có tên gọi), khi biểu hiện từ Đạo, đều mang bản chất nội tại riêng của chúng. Việc tuân theo bản chất nội tại ấy chính là Đức. Nguyên lý vô vi – hay "tự nhiên" – phụ thuộc vào việc thấu hiểu và hòa hợp với bản chất này, được diễn giải linh hoạt từ bản chất cá nhân của mỗi người đến ý niệm tổng quát hơn về bản tính con người trong mối tương quan với vũ trụ.
Lịch sử cho thấy khái niệm Đức được hiểu rất khác nhau giữa Đạo giáo và Nho giáo. Trong Nho giáo, Đức chủ yếu mang tính đạo đức, nhấn mạnh các giá trị như nhân, nghĩa, và hiếu. Đức được hiểu là sự tuân thủ nghiêm ngặt các quy tắc xã hội được định hình và hệ thống hóa. Trong Đạo giáo, Đức được nhìn nhận theo cách rộng rãi và tự nhiên hơn, mang tính siêu hình, nhấn mạnh mối quan hệ giữa con người và vũ trụ. Đạo giáo xem các quy tắc xã hội chỉ là phản ánh thứ yếu, đôi khi bị bóp méo, của những tương tác tự nhiên và tự phát giữa con người. Thậm chí, các quy tắc ấy đôi khi bị xem là cấu trúc cứng nhắc, đi ngược lại tự nhiên và gây ra xung đột. Những khác biệt này dẫn đến nhiều mâu thuẫn triết học và chính trị giữa Đạo giáo và Nho giáo. Nhiều đoạn trong các tác phẩm được cho là của Trang Tử dành để phê phán những hạn chế và thất bại của tư tưởng Nho giáo, đặc biệt là sự gò bó và tính cưỡng chế của hệ thống quy phạm đạo đức mà Nho giáo đặt ra.

## Diễn giải

### Đạo giáo
Dịch giả người Anh Arthur Waley từng nhận xét:
"Đạo" có nghĩa là đường, lối, con đường; từ đó mở rộng thành cách thức, phương pháp, học thuyết, hay nguyên lý. Ví như Thiên đạo (Đạo của trời) thì vô tình: khi mùa thu đến, không chiếc lá nào được giữ lại vì sắc đẹp của nó, không bông hoa nào được lưu lại vì hương thơm của nó. Nhân đạo (Đạo của Người), ngoài nhiều ý nghĩa khác, còn ám chỉ sự sinh sôi;[những ai tự tách mình khỏi dòng chảy ấy], như thái giám, được cho là "xa lìa Nhân đạo". Vương đạo là "con đường của bậc quân vương", tức nghệ thuật trị nước. Mỗi trường phái triết học đều có Đạo riêng của mình – học thuyết về cách mà cuộc sống nên được sắp đặt. Cuối cùng, trong một trường phái triết học mà các tín đồ được gọi là Đạo gia, "Đạo" mang ý nghĩa "cách mà vũ trụ vận hành", và dần trở thành một khái niệm tương tự như Thượng Đế, nhưng ở một hình thái trừu tượng và triết học hơn."
"Đạo" là khái niệm trung tâm trong cả hình thức triết học và tôn giáo của Đạo giáo, đồng thời cũng chính là nguồn gốc tên gọi của Đạo giáo. Đạo được xem như trật tự tự nhiên, là nền tảng ẩn tàng bên dưới mọi hiện tượng và hoạt động của vũ trụ. Trong Đạo giáo, ngôn ngữ và việc "đặt tên" cho Đạo thường bị xem là tiêu cực; bởi lẽ, Đạo tồn tại và vận hành vượt ra khỏi mọi phân biệt và giới hạn của ngôn từ.
Không có một cách nhìn chính thống duy nhất nào về Đạo trong Đạo giáo. Tất cả các hình thức Đạo giáo đều xoay quanh hai khái niệm Đạo và Đức, nhưng lại tồn tại sự đa dạng trong cách hiểu giữa các tông phái, thậm chí giữa từng cá nhân trong cùng một tông phái. Tuy vậy, vẫn có những mẫu hình và xu hướng chung rõ ràng trong Đạo giáo và các nhánh của nó.
Sự đa dạng trong cách nhìn nhận Đạo được phản ánh qua bốn tác phẩm tiêu biểu, đại diện cho các dòng tư tưởng chính trong Đạo giáo, và đều được sử dụng trong Đạo giáo hiện đại: Đạo đức kinh là văn bản cổ xưa nhất, mang tính triết học và suy nghiệm, là nền tảng cho cách tiếp cận tư duy trừu tượng về Đạo. Đạo thể luận (道體論) là tác phẩm chú giải Đạo đức kinh từ thế kỷ thứ 8, phản ánh tư duy của giới trí thức, kết hợp giữa góc nhìn học thuật và tôn giáo. Thanh tĩnh kinh (清靜經) là văn bản mang tính nghi lễ, xuất hiện từ thời Hán, thể hiện cái nhìn sùng tín về Đạo, thường được dùng trong các nghi thức của Đạo giáo tôn giáo, đặc biệt ở những cộng đồng ẩn cư. Nam Hoa kinh sử dụng ngụ ngôn, giai thoại và truyện kể để truyền đạt Đạo, biểu lộ tinh thần tự do, linh hoạt và ẩn dụ trong cách tiếp cận triết học. Mỗi văn bản là một con đường riêng, nhưng đều hướng tới việc hiểu sâu sắc hơn về Đạo – nguồn cội của mọi tồn tại và dòng chảy bất tận của vũ trụ.
Đạo giáo tôn giáo hiện hữu dưới nhiều hình thức và biến thể phong phú, dung hòa các yếu tố từ học thuật, nghi lễ, siêu nhiên, sùng tín, văn chương, cho đến thực hành dân gian. Sự kết hợp này tạo nên những cách diễn giải và ứng dụng Đạo rất đa dạng. Phật giáo và Nho giáo đã tác động mạnh mẽ đến cách nhiều tông phái Đạo giáo nhìn nhận, tiếp cận, và lý giải về Đạo. Chính sự phong phú này khiến việc đưa ra một cái nhìn khái quát, chính xác và rõ ràng về cách diễn giải Đạo trong Đạo giáo tôn giáo trở nên khó khăn, ngoại trừ một số điểm tương đồng cơ bản.
Trong hầu hết các nhánh Đạo giáo tôn giáo, Đạo được xem là hiện hữu bất biến, nhưng cần được biểu lộ, tu dưỡng và hoàn thiện để được nhận thức trọn vẹn. Đạo là nguồn cội của vũ trụ, và hạt giống của sự tinh khiết nguyên sơ của Đạo hiện diện trong mọi sự vật. Theo một số người tu tập Đạo, các bài tập khí công giúp con người hấp thụ "phần khí của vũ trụ". Trầm hương và một số khoáng chất cũng được coi là biểu tượng của vũ trụ, và việc hấp thụ chúng có thể tạo ra những hiệu quả tương tự. Sự biểu hiện của Đạo được gọi là Đức (德), đóng vai trò chỉnh sửa và làm tươi sáng thế giới bằng ánh sáng từ Đạo.
Trong Đạo giáo triết học, Đạo được nhìn nhận không phải là một khái niệm tôn giáo, cũng không phải là một đấng siêu nhiên hay Đấng tối cao thần bí như Brahman trong Ấn Độ giáo. Joseph Wu từng nhận xét: "Đạo không mang ý nghĩa tôn giáo; thậm chí nó không liên quan gì đến tôn giáo". Các tác phẩm của Lão Tử và Trang Tử tuy thấm đẫm màu sắc huyền bí nhưng lại hướng tới chủ nghĩa nhân văn và tự nhiên, được tiếp cận qua những nghịch lý. Khác với nhiều hệ thống tôn giáo thường đặt sự huyền bí và siêu việt làm mục tiêu, Đạo trong triết học không siêu vượt khỏi con người, cũng không phải là con đường thoát ly khỏi thế gian. Trái lại, bản ngã thấm nhuần Đạo chính là bản ngã hòa mình vào vị trí tự nhiên của nó trong vũ trụ. Kẻ sống thuận Đạo là người tự hoàn thiện bản thân mà còn thể hiện sự trọn vẹn ấy trong mọi hành động của mình.
Tuy nhiên, sự phân biệt này trở nên phức tạp bởi những khó khăn trong việc diễn giải và phân định các trường phái, tông phái, và dòng chảy tư tưởng trong Đạo giáo. Có người quan niệm rằng Đạo là một thực thể có khả năng "hóa thân thành con người," để hoàn thành những mục đích mà nó hướng đến. Đạo chính là biểu tượng cho sự hòa hợp giữa con người và vũ trụ, đồng thời là sợi dây liên kết con người với mọi hiện tượng trong thế giới và thiên nhiên.

### Nho giáo
Trong Nho giáo, Đạo của Khổng Tử có thể được hiểu là "chân lý." Nho giáo nhìn nhận Đạo như một con đường hòa hợp với lối sống, chính trị và truyền thống. Đạo mang tầm quan trọng ngang hàng với Đức (德) và nhân (仁). Khổng Tử diễn giải Đạo theo tinh thần nhân văn, chú trọng vào mối quan hệ giữa con người với nhau, hiếm khi đề cập đến "Đạo Trời" (Thiên Đạo). Nhà tư tưởng Nho giáo thời kỳ đầu, Tuân Tử, đã nêu rõ sự khác biệt này. Dù thừa nhận sự tồn tại và ý nghĩa cao cả của Thiên Đạo, ông khẳng định rằng trọng tâm của Đạo nằm ở việc điều chỉnh các mối quan hệ nhân sinh.
Trong Nho giáo, Đạo, khi được nhìn qua lăng kính tôn giáo, chính là "sự tuyệt đối" mà người tín ngưỡng hướng tới. Trong Trung Dung, sự hòa hợp với Tuyệt Đối đồng nghĩa với sự chính trực và chân thành. Đại Học mở rộng khái niệm này, xem Đạo là ánh sáng soi đường cho đức hạnh, cải thiện con người và là biểu hiện của đạo lý thuần khiết nhất. Thời nhà Đường, Hàn Dũ – một người thù địch với Phật giáo – đã hệ thống hóa và định hình tư tưởng Nho giáo như một lập luận phản biện trước ảnh hưởng của Phật giáo. Ông nhấn mạnh đạo đức trong Đạo, gắn kết Đạo với nhân tính và chính nghĩa, đồng thời xây dựng "truyền thống của Đạo" nhằm phủ nhận những dòng tư tưởng của Phật giáo. Đến thời nhà Tống, Đạo được nhìn nhận như nguồn gốc của tổ tiên và Thiên mệnh, thể hiện sự hòa quyện giữa con người và vũ trụ trong khuôn khổ Nho giáo.

#### Lý học
Vào thời Tống, các nhà Lý học coi Đạo là sự thuần khiết tối thượng, tồn tại tự tại trong chính bản thể của nó. Thiệu Ung nhìn nhận Đạo như khởi nguồn của trời, đất, và vạn vật trong vũ trụ. Trái lại, Trương Tải lại diễn giải Đạo theo hướng sinh khí luận, coi Đạo là thành tố cơ bản hoặc hệ quả của khí – năng lượng động lực đứng sau sự sống và thế giới. Cách hiểu này được nhiều học giả sau đó tiếp nhận, tiêu biểu như Đái Trinh vào thời nhà Thanh.
Chu Hi, Trình Hạo và Trình Di nhìn nhận Đạo trong bối cảnh lý (理) và thiên lý (天理). Trình Hạo cho rằng bản chất cốt lõi của lý, và do đó của Đạo, chính là lòng nhân (仁). Sống thuận theo Đạo đồng nghĩa với việc phát triển lòng từ bi, sự vị tha, và các phẩm chất nhân đức khác. Trình Di tiếp nối quan điểm này, mở rộng thêm bằng các giáo lý về tương tác giữa âm và dương, việc tu dưỡng và bảo toàn sự sống, cùng nguyên lý một vũ trụ công bằng về mặt đạo đức.
Nhìn chung, Đạo trong Lý học được đồng nhất với tính toàn thể. Vương Phu Chi diễn giải Đạo như thái cực (太極), đồng thời là con đường dẫn đến nó. Trong Lý học, không có gì tồn tại ngoài thiên lý (nguyên lý của trời). Đạo bao hàm trong mọi sự vật, hiện tượng. Do đó, đời sống tôn giáo không phải là hành trình đặc biệt hay chỉ dành cho một số ít trong Lý học. Thay vào đó, chính cuộc sống bình thường, với những sự việc và sự vật giản dị hàng ngày, là con đường dẫn đến Tuyệt Đối, bởi Tuyệt Đối đã hiện hữu trong mọi khía cạnh của đời sống thường nhật.

### Phật giáo
Phật giáo du nhập vào Trung Hoa từ thế kỷ 1 và đạt đến thời kỳ hoàng kim vào thế kỷ 4, khi sự phát triển và trưởng thành của giáo pháp đạt đến đỉnh cao. Trong khoảng thời gian ngắn, hàng trăm bộ kinh văn bằng tiếng Pali và tiếng Phạn đã được các vị tăng sĩ dịch sang Hán văn. Khái niệm dhyana được dịch thành thiền (禅), sau này trở thành tên gọi của Thiền tông. Việc sử dụng các khái niệm Trung Hoa bản địa, như "Đạo", vốn gần gũi với tư tưởng và thuật ngữ Phật giáo, đã giúp Phật giáo dễ dàng hòa nhập và được người Trung Hoa tiếp nhận. Tuy nhiên, sự khác biệt trong thuật ngữ tiếng Phạn và Hán văn đã dẫn đến những hiểu lầm ban đầu, từ đó hình thành nên một Phật giáo Đông Á mang sắc thái riêng biệt. Trong quá trình này, nhiều từ ngữ Hán Văn đã mang ý nghĩa triết học và ngữ nghĩa phong phú của mình vào Phật giáo, bao gồm cả việc sử dụng "Đạo" để diễn tả các khái niệm và nguyên lý cốt lõi trong Phật giáo.
Thiền sư Bách Trượng Hoài Hải từng dạy một đệ tử đang bối rối trước những đoạn kinh rằng:
"Dùng lời để biểu đạt ý, sẽ tìm thấy 'ý'. Không dùng lời, ý nghĩa sẽ trống rỗng. Sự trống rỗng chính là Đạo. Đạo chính là sự dứt bặt lời và ý".
Trong Thiền tông, Đạo được nhìn nhận là biểu trưng cho cả con đường tu tập lẫn mục tiêu tối hậu của Phật giáo, bao gồm Bát chính đạo và sự giác ngộ. Lời dạy của Bách Trượng là minh chứng cho cách "Đạo" được sử dụng trong bối cảnh ngữ nghĩa đa tầng và linh hoạt của văn hóa Trung Hoa. Lời và ý được dùng để chỉ nghi lễ và thực hành, trong khi "trống rỗng" ở đây ám chỉ khái niệm sunyata (tính không) trong tư tưởng Phật giáo.
Việc nhận thức Đạo và Phật tính không nằm trong khuôn khổ của các khái niệm lý luận, mà là sự thực chứng, sự đáp ứng tích cực đối với Tứ diệu đế – điều không thể trọn vẹn diễn đạt qua ngôn từ hay các khái niệm cụ thể. Trong ngữ cảnh này, "Đạo" được hiểu là con đường trở về nguồn cội phổ quát, tuân theo dharma (chân lý), thực hành thiền định đúng đắn, và đạt đến nirvana (niết bàn). "Đạo" thường được các Phật tử Trung Hoa sử dụng với nhiều tầng nghĩa sâu sắc và đa dạng, mang theo các ý niệm phong phú trong triết lý và thực hành.

## Cước chú
1. ↑  Đạo đức kinh, Chương 1, "Thể Đạo":
"Đạo khả đạo phi thường Đạo,
Danh khả danh phi thường danh;
Vô danh thiên địa chi thủy,
Hữu danh vạn vật chi mẫu."
2. ↑  Nước mềm mại và linh hoạt, nhưng sở hữu sức mạnh lớn lao để vượt qua chướng ngại và thay đổi cảnh quan, thậm chí khắc sâu những hẻm núi bằng sự kiên trì chậm rãi và bền bỉ. Nước được xem như một phản ánh, hoặc hành động gần gũi với Đạo. Đạo thường được diễn tả như biển cả hay dòng lũ không thể bị ngăn cản hay khước từ. Nó chảy vòng qua và vượt lên trên mọi chướng ngại như nước, đặt ra tấm gương cho những ai mong muốn sống hòa hợp với Đạo.[12]